# Моисеев, Илья Иванович
Илья Иванович Моисеев (1926 — 1996) — советский передовик нефтеперерабатывающей промышленности. Герой Социалистического Труда (1966).

## Биография
Родился 29 июля 1926 года в селе Дмитриевка,   Самарской области в семье рабочего.
С 1942 года окончил семилетнюю школу и с 1942 по 1944 года работал слесарем в конторе бурения треста «Ставропольбурнефть». В 1944 по 1948 годы учился в Сызранском нефтяном техникуме.
В 1948 году устроился техником в сейсмическую партию. С 1949 года трудился в Саратовской области на буровых предприятиях объединения «Саратовнефть», работал — помощником бурильщика, техником по бурению, старшим инженером нефтеразведки, начальником участка, буровым мастером и начальником нефтеразведки.
В 1962 году заочно окончил Саратовский политехнический институт. С 1963 года возглавил Степновскую контору бурения № 2 и вывел её в число передовых предприятий объединения. При личном участии И. И. Моисеева были открыты такие новые месторождения нефти и газа, как Ерусланское, Приволжское и Любимовское.
26 мая 1966 года «за выдающиеся заслуги в выполнении заданий семилетнего плана по добыче нефти и достижение высоких технико-экономических показателей в работе» Указом Президиума Верховного Совета СССР Илья Иванович Моисеев был удостоен звания Героя Социалистического Труда с вручением Ордена Ленина и золотой медали «Серп и Молот».
В 1969 году И. И. Моисеев назначен управляющим Заволжским геологоразведочным трестом. В 1974 году И. И. Моисеев переехал в город Саратов, где был назначен руководителем Саратовского управления буровых работ.
Помимо основной деятельности И. И. Моисеев избирался депутатом Советского районного Совета народных депутатов, членом бюро Советского райкома КПСС.
Умер 25 октября 1996 года. Похоронен в Саратове.

## Награды
- Медаль «Серп и Молот» (23.05.1966)
- Орден Ленина (23.05.1966)